# Sebastián Santos
Sebastián Santos Rosales (ur. 21 stycznia 2003 w León) – meksykański piłkarz występujący na pozycji środkowego pomocnika, od 2023 roku zawodnik Leónu.